# Olle Blomberg
Ernst Olle Blomberg, född 6 januari 1909 i Umeå, död 10 mars 1996 i Lycksele, var en svensk konstnär. Hans konst består av stilleben, porträtt och landskapsmåleri i olja och pastell. 

## Biografi
Olle Blomberg var son till kanslibiträdet Ernst L. Blomberg och hans maka född Bergman. Han arbetade som målerilärling 1927–1929 och i Stockholm 1930–1932 samt i Oslo 1939. Han studerade konst för Yngve Lundström samt för konservator Gustaf Jaensson vid Nationalmuseum. I utställningssammanhang debuterade han 1934 i Umeå och hade därefter flera utställningar i framför allt norra Sverige. Tillsammans med Märtha Bolin-Clason och Erik Kjellman ställde han ut på Galleri Brinken i Stockholm. Olle Blombergs aktiva konstnärliga bana pågick mellan 1930 och 1990 och han var oerhört produktiv under hela sin karriär.
Olle Blombergs främsta motiv var norrländska landskap med älvar, forsar, kraftverk och fjäll. Bland hans offentliga arbeten märks en fondvägg i Hällnäs sanatorium från 1936, föreställande flottning i Vindelälven. Han gjorde också dekorationer i några kyrkor samt utsmyckning för Hotell Lappland i Lycksele.
Efter Olle Blombergs död överlämnades hans hem, Tuggengården, som gåva till Lycksele kommun. I huset, som ligger i byn Tuggensele vid Umeälven två mil söder om Lycksele, finns hans ateljé och mer än 90 av hans målningar.